# Merethe Stagetorn
Merethe Ellinor Stagetorn (født 26. oktober 1942 i Store Heddinge, død 29. juli 2018 i København) var en dansk jurist og advokat.
Merethe Stagetorn blev uddannet cand.jur. fra Københavns Universitet i 1965 og var advokatfuldmægtig ved Kammeradvokaten fra 1965 til 1967. Fra 1966 til 1993 var hun ekstern lektor ved Københavns Universitet, mens hun siden 1980 har været beneficeret forsvarer. I 1977 stiftede hun sit eget advokatfirma Stagetorn & Wenzel. Fra 1983 havde hun møderet for Højesteret, og i 1993 blev hun tilknyttet Københavns Universitet som censor.
Stagetorn arbejdede særligt med det strafferetlige område, hvorfor man ofte så hende som en markant forsvarsadvokat i større sager.
Hun har blandt andet repræsenteret Mogens Glistrup, Farums borgmester Peter Brixtofte og cykelrytteren Bo Hamburger. Hun repræsenterede også museet Trapholt da de stod anklaget for overtrædelse af dyreværnsloven i forbindelse med kunstneren Marco Evaristtis værk med guldfisk i blender.
Stagetorn har været formand for Foreningen af Beskikkede Advokater.
Hun var medlem af Strafferetsplejeudvalget.
Stagetorn har været aktiv i den offentlige debat. I 1998 udgav hun bogen Forsvarsadvokaten — Hverdag i retssale og fængsler, hvor hun kritiserede en for udbredt brug af varetægtsfængsling og isolationsfængsling, og hun har senere udtalt sig om vilkår for vidner. Poul Schlüters regering tilbød hende posten som justitsminister.
Stagetorn har tillige udgivet flere juridiske lærebøger: Testamente og bo-deling fra 1970, Nabo-ret fra 1978, Deling af ægtefællers og samleveres fælles formue ved separation, skilsmisse, samlivsophævelse og død fra 1979 og Formueret med særligt henblik på erhvervslivets finansiering : panterettigheder og aktieselskaber i spørgsmålsform til studiebrug fra 1979.
I 2014 udgav hun i samarbejde med Birgitte Wulff sine erindringer med titlen Jeg har ikke noget til gode hos Vorherre. Hun holdt foredrag med udgangspunkt i erindringerne.
En kvinde fra Helsinge blev i 2013 dømt for forfalskning af Merethe Stagetorns underskrift i en sag om bedrageri for adskillige millioner.

## Privat
Merethe Stagetorns far, Frederik Aage Elmerkjær, var søn af en vejmand fra Stevns, men selv blev han jurist og borgmester i Glostrup Kommune. Faderen sad også en kort overgang i Folketinget.
Merethe Stagetorn var gift med advokat Ove Stagetorn indtil hans død i efteråret 2014.
Sammen har de børnene Marianne og Henrik. Sidstnævnte er ligeledes uddannet advokat også med møderet for Højesteret, og de arbejdede sammen i advokatfirmaet Stagetorn Advokaterne.
Stagetorn-parret købte i 1970'erne ejendommen med konditoriet La Glace i Skoubogade nummer 3, og Merethe Stagetorn styrede konditoriet fra 1978 til 1989. I 1989 købte den da blot 22-årige datter Marianne La Glace, og Marianne Stagetorn er fortsat indehaver af konditoriet.
Omkring 2016 begyndte Merethe Stagetorn at udvikle demens.
”Det er en frygtelig sygdom at være vidne til. Det skete foran næsen på os” udtalte hendes datter Marianne Stagetorn om forløbet.
Det begyndte at knibe med hendes sprog og hun snublede over ordene, og på et tidspunkt evnede hun ikke længere at betjene en telefon. 